# Nervus splanchnicus minor
Der Nervus splanchnicus minor („kleiner Eingeweidenerv“, von lateinisch splanchnicus „Eingeweidenerv“, von griechisch splanchnon – Eingeweide) ist ein Nerv des sympathischen Nervensystems. Er entspringt beim Menschen aus dem 9. bis 11. Brustsegment des Rückenmarks. Anschließend zieht der N. splanchnicus minor zusammen mit dem Nervus splanchnicus major, ohne Umschaltung in den Ganglien des Grenzstrangs, mit der Vena azygos bzw. Vena hemiazygos durch das Zwerchfell zwischen Crus mediale diaphragmatis und Crus intermedium diaphragmatis in die Bauchhöhle.
Der Nervus splanchnicus minor zieht zu den prävertebralen Ganglien (Ganglion coeliacum, Ganglion aorticorenale und Ganglion mesentericum superius). Erst dort werden die Nervenfasern auf das zweite, postsynaptische Neuron umgeschaltet.
So wirkt der Nervus splanchnicus minor zusammen mit dem Nervus splanchnicus major im Splanchnikusgebiet auf Blutgefäße in der Bauchhöhle und auf den Verdauungstrakt.

## Quelle
- Gerhard Aumüller, Gabriela Aust et al.: Duale Reihe Anatomie. 2. Auflage. Georg Thieme, Stuttgart 2010, ISBN 978-3-13-136042-7, S. 787.